# Дюнкерк (филм)
„Дюнкерк“ (на английски: Dunkirk) е филм от 2017 г. на режисьора Кристофър Нолан. Основан е на събитията по време на Дюнкеркската операция – евакуацията по море на английски, френски и белгийски части, блокирани в град Дюнкерк от немски войски след битката край Дюнкерк през 1940 г. Снимките на филма започват на 23 май 2016 г., а премиерата му е на 21 юли 2017 г.

## Сюжет
Действието на филма се развива през 1940 г. във Франция, по време на Дюнкеркската операция, получила името операция Динамо. Филмът разказва за спасението на 300 000 английски, белгийски и френски войници.

## В ролите
| Изпълнител      | Роля             |
| --------------- | ---------------- |
| Фион Уайтхед    | Томи Дженсън     |
| Джак Лаудън     | Колинс           |
| Том Харди       | ковач            |
| Кенет Брана     | командир Болтън  |
| Марк Райлънс    | г-н Доусън       |
| Анейрин Бърнард | Гибсън           |
| Хари Стайлс     | Алекс            |
| Килиън Мърфи    | треперещ войник  |
| Джеймс Д'Арси   | полковник Уинант |
| Бари Кеоган     | Джордж Милс      |
| Том Глин-Карни  | Питър Доусън     |